# Libavcodec
libavcodec – biblioteka kodeków multimedialnych oparta na licencji LGPL. Została napisana w języku programowania C. Jest częścią projektu FFmpeg i podstawą dla wielu innych projektów.

## Zaimplementowane kodeki video
- AVS (tylko dekodowanie)
- BFI
- CamStudio CSCD
- Cinepak
- Creative YUV (CYUV)
- DNxHD
- Flash Screen Video
- FFV1
- H.261
- H.263
- H.264/MPEG-4 AVC (tylko dekodowanie)
- Huffyuv
- id Software RoQ Video
- Intel Indeo 2 (tylko dekodowanie)
- Intel Indeo 3 (tylko dekodowanie)
- LOCO (tylko dekodowanie)
- Mimic
- MJPEG
- MPEG-1
- MPEG-2/H.262
- MPEG-4 część 2 (format stosowany w kodekach DivX i Xvid)
- Apple Computer QuickDraw (tylko dekodowanie)
- Quicktime Graphics SMC
- RealVideo (RV10 i RV20)
- RL2
- Smacker video
- Snow
- Sorenson SVQ1
- Sorenson SVQ3 (tylko dekodowanie)
- Theora (tylko dekodowanie)
- Asus V1
- Asus V2
- Sierra VMD Video
- VMware VMnc (tylko dekodowanie)
- Duck TrueMotion v1
- Duck TrueMotion v2
- On2 VP3 (tylko dekodowanie)
- On2 VP5 (tylko dekodowanie)
- On2 VP6 (tylko dekodowanie)
- Westwood Studios VQA
- Microsoft WMV 7
- Microsoft WMV 8
- Microsoft WMV 9 (tylko dekodowanie)
- Wing Commander/Xan Video (tylko dekodowanie)

## Zaimplementowane kodeki audio
- 8SVX
- AAC (tylko dekodowanie)
- AC-3
- Apple Lossless
- ATRAC3 (tylko dekodowanie)
- Cook Codec (tylko dekodowanie)
- EA ADPCM
- E-AC-3 (tylko dekodowanie)
- FLAC
- Intel Music Coder (tylko dekodowanie)
- Meridian Lossless Packing (tylko dekodowanie)
- Monkey’s Audio (tylko dekodowanie)
- MP2
- MP3 (tylko dekodowanie)
- Nellymoser Asao Codec in Flash
- QDM2 (tylko dekodowanie)
- VSELP/RealAudio 1.0 (tylko dekodowanie)
- LD-CELP/RealAudio 2.0 (tylko dekodowanie)
- Shorten (tylko dekodowanie)
- Truespeech (tylko dekodowanie)
- TTA (tylko dekodowanie)
- TXD
- Vorbis
- WavPack (tylko dekodowanie)
- Windows Media Audio 1
- Windows Media Audio 2

## Zaimplementowane kodeki obrazów statycznych
- BMP
- GIF
- PNG
- JPEG
- JPEG 2000
- V.Flash PTX
- SGI
- Sun Rasterfile
- FLIC (tylko dekodowanie)
- TIFF
- PNM

## Biblioteki bazujące na libavcodec
- libavformat (część FFmpeg)
- libgegl (opcjonalna część GEGL)
  - libgimp (część GIMP)
- libmpcodecs (część MPlayer)
  - libmpdemux (część MPlayer)
- libvlc (część VLC media player)

## Aplikacje wykorzystujące libavcodec

### Odtwarzacze video
- FFplay
- MPlayer
- VLC media player
- xine

### Odtwarzacze audio
- Rockbox (tylko kod FLAC)
- XMMS2

### Inne odtwarzacze multimedialne
- Gnash
- Moonlight
- swfdec

### Edytory video
- Avidemux
- Cinelerra
- Kino

### Edytory audio
- Audacity (od 1.3.6)

### Konwertery Video
- FFmpeg
- MEncoder
- Transcode

### Biblioteki graficzne
- GEGL

### VoIP
- Ekiga

### Multimedia Streaming Server
- FFserver
- VLC media player

### Multimedialne frameworki
- ffdshow (pozwala korzystać z libavcodec jako filtru DirectShow, dodaje przy tym postprocessing; raz zainstalowany jest dostępny we wszystkich odtwarzaczach bazujących na technologii DirectShow: Windows Media Player, Media Player Classic, Winamp i innych.)
- GStreamer